# Jessie Ralph
Jessie Ralph Chambers (Gloucester, 5 novembre 1864 – Gloucester, 30 maggio 1944) è stata un'attrice statunitense.

## Biografia
Debuttò come attrice nel 1880, all'età di sedici anni. Giunta a Broadway, l'artista George M. Cohan la scelse come interprete in molti dei suoi musical, ma l'attrice si distinse anche in ruoli drammatici. Lavorò per la prima volta a Hollywood nel 1916, ma la sua carriera divenne stabile dal 1933, quando l'attrice aveva già quasi 70 anni. I suoi ruoli tipici furono quelli di donna imponente e matronale in diversi classici degli anni trenta, nei quali con il suo talento era capace di rubare la scena ai protagonisti. 
I suoi ruoli più noti sono quelli della governante Peggotty in Davide Copperfield (1935), di Nanine, cameriera di Greta Garbo in Margherita Gauthier (1936), di Katherine, zia di Nora Charles (Myrna Loy) in Dopo l'uomo ombra (1936), e di Mrs. Hermisillo Brunch in Un comodo posto in banca (1940), accanto a W.C. Fields.
Jessie Ralph si ritirò dalle scene nel 1941, dopo aver subito l'amputazione di una gamba. Morì quattro anni più tardi, all'età di 79 anni, a Gloucester (Massachusetts), sua città natale, dove fu sepolta nel locale cimitero di Mount Pleasant.

## Filmografia parziale
- Such a Little Queen, regia di George Fawcett (1921)
- Il prezzo del piacere (Child of Manhattan), regia di Edward Buzzell (1933)
- L'amore è un'altra cosa (Cocktail Hour), regia di Victor Schertzinger (1933)
- Nanà (Nana), regia di Dorothy Arzner (1934)
- La via proibita (Coming Out Party), regia di John G. Blystone (1934)
- Il mistero del varietà (Murder at the Vanities), regia di Mitchell Leisen (1934)
- Gli amori di Benvenuto Cellini (The Affairs of Cellini), regia di Gregory La Cava (1934)
- Una notte d'amore (One Night of Love), regia di Victor Schertzinger (1934)
- Resurrezione (We Live Again), regia di Rouben Mamoulian (1934)
- L'amante sconosciuta (Evelyn Prentice), regia di William K. Howard (1934)
- Il sergente di ferro (Les Misérables), regia di Richard Boleslawski (1935)
- I vampiri di Praga (Mark of the Vampire), regia di Tod Browning (1935)
- Una notte al castello (Paris in Spring), regia di Lewis Milestone (1935)
- Io vivo la mia vita (I Live My Life), regia di W. S. Van Dyke (1935)
- Il re dell'Opera (Metropolitan), regia di Richard Boleslawski (1935)
- La scomparsa di Stella Parish (I Found Stella Parish), regia di Mervyn LeRoy (1935)
- Capitan Blood (Captain Blood), regia di Michael Curtiz (1935)
- Davide Copperfield (The Personal History, Adventures, Experience, & Observation of David Copperfield the Younger), regia di George Cukor (1935)
- La volontà occulta (The Garden Murder Case), regia di Edwin L. Marin (1936)
- Lord Fauntleroy (Little Lord Fauntleroy), regia di John Cromwell (1936)
- L'ora misteriosa (The Unguarded Hour), regia di Sam Wood (1936)
- San Francisco, regia di W.S. Van Dyke (1936)
- L'incontentabile (Walking on Air), regia di Joseph Santley (1936)
- Margherita Gauthier (Camille), regia di George Cukor (1936)
- Dopo l'uomo ombra (After the Thin Man), regia di W.S. Van Dyke (1936)
- La buona terra (The Good Earth), regia di Sidney Franklin (1937)
- La fine della signora Cheyney (The Last of Mrs. Cheyney), regia di Richard Boleslawski (1937)
- Sposiamoci in quattro (Double Wedding), regia di Richard Thorpe (1937)
- The Kid from Texas, regia di S. Sylvan Simon (1939)
- La più grande avventura (Drums Along the Mohawk), regia di John Ford (1939)
- Alla ricerca della felicità (The Blue Bird), regia di Walter Lang (1940)
- La via delle stelle (Star Dust), regia di Walter Lang (1940)
- Un comodo posto in banca (The Bank Dick), regia di Edward F. Cline (1940)
- La ribelle del West (The Lady from Cheyenne), regia di Frank Lloyd (1941)
- Avventura a Bombay (They Met in Bombay), regia di Clarence Brown (1941)

## Doppiatrici italiane
- Maria Saccenti in Capitan Blood
- Velia Cruicchi Galvani in Margherita Gauthier
- Lydia Simoneschi in La buona terra (ridoppiaggio 1967)